# Il medico e lo stregone
Il medico e lo stregone és una pel·lícula de comèdia italiana de 1957 dirigida per Mario Monicelli.

## Argument
El jove doctor Marchetti es trasllada a un petit poble de muntanya al sud d'Itàlia rural. Ràpidament es troba amb problemes amb Don Antonio Locoratolo, el xarlatà local que prescriu cures i pocions dubtoses a la població ingènua i supersticiosa. Don Antonio sap que els seus mètodes són fraudulents i veu el doctor Marchetti com una amenaça per a la seva vida. Don Antonio convenç la població local de no vacunar-se contra la febre tifoide. Per convèncer la població de la seva necessitat continuada d'ell, Don Antonio fa que un ancià del poble fingeixi emmalaltir durant diversos dies i no millori amb el tractament del doctor Marchetti, però que es "cura" miraculosament durant una visita de Don Antonio. Mentrestant, Pasqua, la jove ajudant del doctor Marchetti, s'ha enamorat d'ell, tot i que no se n'adona. L'ajudant de Don Antonio, Scaraffone, li dona una poció d'amor, però només li provoca dolors d'estómac al Dr. Marchetti; El doctor Marchetti creu que Don Antonio ha intentat enverinar-lo.
La germana de l'alcalde, Mafalda, lamenta el seu promès, Corrado, del que va tenir notícies per última vegada fa 15 anys, i es presumeix que s'ha perdut lluitant a Rússia al Front Oriental. Des de fa anys, Don Antonio fa servir tècniques fraudulentes d'endevinació per dir-li que Corrado encara és viu, ja que paga bé per cada sessió, tot i que ell la desitja per ell mateix. Ella posa un anunci al diari per veure si algú ha sentit o ha vist el seu promès. Quan Don Antonio li diu a Mafalda que el seu estimat Corrado ha mort, ella el denuncia a la policia com un frau. L'endemà, rep un telegrama que indica que Corrado és viu i es trobarà amb ella a l'estació de tren. El retrobament no és feliç: Corrado està confós sobre els detalls de la seva vida, dient-li que va ser capturat "per beduïns". Diu que ha viscut a 40 km de distància, està infeliçment casat, i li demana diners. Ella li dona diners i li diu que marxi, i ell puja al següent tren.
Mentrestant, el doctor Marchetti acudeix a la policia per demanar justícia pel suposat "enverinament" i la denúncia de Mafalda de Don Antonio, però els càrrecs no es mantenen.
La neboda de Don Antonio, Rosina, està enamorada d'un soldat d'una família pobra. Furiós, la tanca i li prohibeix continuar la relació. Desanimada, pren una sobredosi de barbitúricss, obligant a Don Antonio a buscar públicament l'ajuda del metge per salvar la vida de la seva neboda. La pel·lícula acaba amb el Dr. Marchetti administrant vacunes contra la tifoide a la població local, mentre Don Antonio marxa en un tren.

## Repartiment
- Vittorio De Sica - Antonio Locoratolo
- Marcello Mastroianni - Dr. Francesco Marchetti
- Marisa Merlini - Mafalda
- Lorella De Luca - Clamide
- Gabriella Pallotta - Pasqua
- Alberto Sordi - Corrado
- Virgilio Riento - Umberto
- Carlo Taranto - Scaraffone
- Ilaria Occhini - Rosina
- Riccardo Garrone - Sergent
- Giorgio Cerioni - Galeazzo Pesenti
- Gino Buzzanca - Il sindaco di Pianetta

## Producció
La pel·lícula es va rodar entre Albano di Lucania, San Martino al Cimino i Valentano, a la província de Viterbo. La seqüència de la ciutat vista des de lluny va ser filmada en canvi a Civita di Bagnoregio, també a la província de Viterbo. L'escena de l'estació de tren va ser filmada a Grotte Santo Stefano, un llogaret de Viterbo